# 카를로 알베르토
카를로 알베르토 디 사보이아카리냐노(이탈리아어: Carlo Alberto di Savoia-Carignano, 1798년 10월 2일~1849년 7월 28일)는 사르데냐 왕국의 국왕이다. 카리냐노 공작이었던 카를로 알베르토는 1831년 4월 27일 먼 사촌지간이었던 카를로 펠리체가 후사없이 사망하며 왕위를 계승했다. 제1차 이탈리아 독립 전쟁이 발발한 이후 카를로 알베르토 국왕은 1849년 3월 22일 아들인 비토리오 에마누엘레 2세에게 양위하고 포르투갈로 망명했다.

## 같이 보기
- 제1차 이탈리아 독립 전쟁